# Carlos Echevarría
Pour les articles homonymes, voir Echevarría.
Carlos Echevarría, né le 8 décembre 1973, est un acteur, producteur et scénariste argentin.

## Filmographie
- 1999 : Garage Olimpo de Marco Bechis : Felix
- 2001 : Vamos ganando
- 2004 : Los Inquilinos del infierno
- 2004 : Vacaciones día uno
- 2005 : Ciudad para vivir
- 2005 : Como un avión estrellado d'Ezequiel Acuña : Fran
- 2005 : Un año sin amor (A Year Without Love) d'Anahí Berneri : Nicolás
- 2005 : Stephanie
- 2006 : Otros besos brujos, court-métrage
- 2011 : Absent (Ausente) de Marco Berger : Sebastián
- 2013 : Solo de Marcelo Briem Stamm
- 2014 : El Tercero de Rodrigo Guerrero
- 2015 : Felices los que lloran de Marcelo Torcida : Ricardo Fassardi
- 2016 : Armonías del caos de Mauro Nahuel López
- 2016 : Ecuación de Sergio Mazurek